# قزل‌کول
قزل‌کول (به قزاقی: Kyzylkol) یک دریاچه در قزاقستان است که در استان ترکستان واقع شده‌است.